# Кулустай (Бурейский район)
Кулустай — упразднённое село в Бурейском районе Амурской области России. На момент упразднения входило в состав Кулустайского сельсовета. Исключено из учётных данных в 2001 году.

## География
Село располагалось на правом берегу реки Бурея в месте впадения в неё реки Митрофанов Ключ, на расстоянии примерно 16 километров (по прямой) к северо-востоку от посёлка Новобурейский. Ныне урочище, где располагалось село находится на дне Нижнебурейского водохранилища.

## История
Село возникло в 1885 году. По данным на 1916 год деревня Кулустай состояла из 28 дворов (население составляло 154 человека) и входила в состав Валуевской волости 7-го стана Амурского уезда Амурской области.
По данным 1926 года в Кулустае имелось 46 хозяйств (44 крестьянского типа и 2 прочих) и проживало 260 человек (124 мужчины и 136 женщин). В национальном составе населения преобладали русские. В административном отношении входило в состав Куликовского сельсовета Завитинского района Амурского округа Дальневосточного края.
Законом Амурской области от 30 октября 2000 года № 258-ОЗ, село Кулустай исключено из учётных данных.